# Antheraea lugubris
Antheraea lugubris är en fjärilsart som beskrevs av Friedrich Wilhelm Niepelt 1928. Antheraea lugubris ingår i släktet Antheraea och familjen påfågelsspinnare. Inga underarter finns listade i Catalogue of Life.